# جنگنوود
جنگنوود (به لاتین: Cəngənəvud) یک منطقه مسکونی در جمهوری آذربایجان است که در شهرستان لریک واقع شده‌است.

## جمعیت
جنگنوود ۳۱۱ نفر جمعیت دارد.

## ریشه واژه
جنگنوود از دو واژه جنگان و ووت یا وود (در زبان تالشی: زمین و محل) تشکیل شده‌است و معنای آن زمین و محل جنگ است.